# Macrosteles fieberi
Macrosteles fieberi är en insektsart som beskrevs av Edwards 1889. Macrosteles fieberi ingår i släktet Macrosteles och familjen dvärgstritar. Arten är reproducerande i Sverige. Inga underarter finns listade i Catalogue of Life.